# Dijkers & strijkers
Dijkers & strijkers is het zestiende album van de Nederlandse band De Dijk samen met Amsterdam Sinfonietta, uitgebracht in 2014.

## Nummers
| Nr. | Titel                                                                   | Schrijver(s) | Duur |
| --- | ----------------------------------------------------------------------- | ------------ | ---- |
| 1.  | Zevende hemel (Incl.Siciliano Uit Hoboconcert BWV 1053)                 |              | 7:37 |
| 2.  | Als het golft                                                           |              | 3:46 |
| 3.  | Nooit meer terug                                                        |              | 4:24 |
| 4.  | Dat zou mooi zijn                                                       |              | 3:31 |
| 5.  | Ga me voor                                                              |              | 3:33 |
| 6.  | Bloedend hart                                                           |              | 5:00 |
| 7.  | Mathilde                                                                |              | 2:35 |
| 8.  | Wie geen verlangen kent                                                 |              | 4:12 |
| 9.  | Elegie uit de serenade voor strijkers opus 48                           |              | 9:23 |
| 10. | Kan ik iets voor je doen?                                               |              | 3:25 |
| 11. | Vijf uur                                                                |              | 2:46 |
| 12. | Schedel en knekels                                                      |              | 4:14 |
| 13. | Andante con Moto Uit Strijkkwartet Nr.14 D 810, der Tod und das Mädchen |              | 2:04 |
| 14. | De muzikant, uit Die Winterreise D 911                                  |              | 3:27 |
| 15. | Hou me vast                                                             |              | 5:37 |
| 16. | Zwerver                                                                 |              | 4:17 |
| 17. | Groot hart                                                              |              | 6:10 |